# President de Belarús
El President de Belarús és el cap d'estat de la República de Belarús.
Amb la dissolució de la Unió Soviètica, el Soviet Suprem de la República Socialista Soviètica de Belarús va aprovar, el 1994, la Constitució de la nova República de Belarús i va crear-ne el càrrec de President amb les funcions de cap del Govern i comandant de les Forces Armades. En principi el càrrec era elegit per cinc anys.

## Llista de Presidents
A les eleccions de 1994 fou escollit Aleksandr Lukaixenko i, des de llavors, diverses esmenes a la Constitució i algunes eleccions considerades irregulars pels observadors internacionals de l'OSCE, han perpetuat el personatge en el càrrec, amb una deriva cap a postures clarament dictatorials.
|    | President            | President            | Inici del mandat     | Fi del mandat | Partit                                                                        |
| 1. | Aleksandr Lukaixenko | Aleksandr Lukaixenko | 20 de juliol de 1994 |               | PCUS (fins 1991) Comunistes per la Democràcia (1991–1992) Independent (1992–) |